# Война копрофагов
«Война копрофагов» (англ. «War of the Coprophages») — 12-й эпизод 3-го сезона сериала «Секретные материалы», главные герои которого — Фокс Малдер (Дэвид Духовны) и Дана Скалли (Джиллиан Андерсон), агенты ФБР, расследующие сложно поддающиеся научному объяснению преступления, называемые «Секретными материалами». В данном эпизоде Малдер и Скалли сталкиваются с серией таинственных смертей в Массачусетсе, где жертв обнаруживают покрытыми большим количеством тараканов. Скалли, преимущественно работая из дома, предлагает научное обоснование. Малдер же, находясь на месте событий, при помощи привлекательного энтомолога подозревает, что насекомые могут иметь техногенное или даже внеземное происхождение. Эпизод принадлежит к типу «монстр недели» и никак не связан с основной «мифологией сериала», заданной в первой серии.
Премьера эпизода состоялась 5 января 1996 года на телеканале FOX. Количество зрителей, смотревших премьерный показ, оценивается в 16,32 миллиона человек.
«Война копрофагов», чьё название является отсылкой к радиопостановке романа Герберта Уэллса «Война миров», стал третьим эпизодом за авторством Дэрина Моргана после «Розыгрыша» и удостоенного премии «Эмми» «Последнего отдыха Клайда Брукмана». Снятая в юмористическом жанре серия получила хвалебные отзывы от критиков, хотя сам Морган остался недоволен окончательным продуктом.

## Сюжет
В Миллерс-Гроув (штат Массачусетс) экстерминатор обрабатывает подвал доктора Джеффа Экерли от тараканов. В попытке раздавить ногой таракана, на которого не подействовал химикат, экстерминатор падает в муках боли, схватившись за сердце. Экерли обнаруживает его тело, покрытое большим количеством тараканов.
Малдер, расследуя в окрестностях городка заявления о наличии НЛО, говорит с оставшейся в Вашингтоне Скалли по телефону, когда местный шериф Фрасс, случайно узнавший о том, что Малдер – из ФБР, сообщает ему об «атаке тараканов». Оба следуют в дом Экерли, где осматривают место происшествия, не найдя никаких следов тараканов.
В другом месте, в этом же городе трое подростков распивают алкоголь и нюхают дженкем (вызывающие наркотическое опьянение пары нагретого перебродившего навоза). Один из них, увидев, как таракан заползает в открытую рану у него на руке, в панике наносит себе многочисленные смертельные порезы бритвой. Малдер звонит Скалли с места происшествия и получает объяснение, что смерть подростка была вызвана наркотическим психозом. Однако Малдер находит тараканий хитиновый корпус, который при ближайшем рассмотрении крошится, поранив острыми осколками пальцы агента. Шериф Фрасс высказывает подозрение, что в огороженном здании под вывеской Минсельхоза США неподалёку, выращиваются тараканы-убийцы. В больнице доктор Ньютон оказывает Малдеру первую помощь, отправив остатки таракана в лабораторию для анализа. Отправившись в туалет, Ньютон умирает, а медбрат, обнаруживший тело, утверждает, что тот был покрыт тараканами. Скалли считает причиной смерти аневризму, вызванную перенапряжением в момент дефекации. На раковине Малдер находит тельце таракана, но при осторожной попытке взять его насекомое сбегает внутрь слива. Проникнув в дом указанный шерифом, Малдер внезапно оказывается в окружении большого количества тараканов, выползающих из дыр в стене, но тут же выясняется, что здесь проводит свои исследования по контролю над насекомыми чрезвычайно сексуальная энтомолог Бэмби Беренбаум. Позднее вечером, в отеле Малдера от атаки тараканов гибнет постоялец, на котором остановившийся там же доктор Экерли видит много тараканов. Малдер находит таракана, которого отвозит к Беренбаум, тогда как Скалли решает отправиться на место событий лично.
Малдер вместе с Беренбаум наносят визит к разработчику роботов, полностью парализованному доктору Иванову, считая, что найденный в отеле таракан – механический. Иванов шокирован находкой, заявляя, что ничего столь высокотехнологичного он никогда не видел. Скалли прибывает в город, столкнувшись с массовой паникой среди местного населения, напуганного историями о тараканах-убийцах. Очередной пойманный Малдером таракан оказывается настоящим. Скалли обнаруживает, что Экерли занимался разработкой альтернативного топлива из метана, завозя в город в больших количествах навоз, который и мог стать причиной появления тараканов. Малдер выдвигает теорию, что тараканы – на самом деле, внеземные роботы, способные употреблять в пищу навоз для выделения метана в качестве горючего.
Малдер с Беренбаум отправляются в исследовательский центр Экерли, где Малдер обнаруживает вооружённого Экерли, до истерики напуганного произошедшими событиями. Экерли целится в Малдера, думая, что агент – замаскированный таракан, и несвоевременный звонок Скалли приводит к выстрелу и последующему взрыву труб с метаном. Агенты едва спасаются от взрыва здания, в отличие от Экерли. Наутро к месту происшествия прибывает Иванов, уезжая с Беренбаум в задушевных разговорах о насекомых и роботах к великому разочарованию Малдера. Печатая отчет о деле у себя дома, Малдер обнаруживает возле тарелки с едой огромного таракана и прибивает его толстой папкой с «Секретным материалом».

## Производство
Сценарист Дэрин Морган почерпнул вдохновение для эпизода с обложки научного журнала, на которой было изображено насекомое-робот вместе со своим создателем Родни Бруксом. Название же является отсылкой к радиопостановке романа Герберта Уэллса «Война миров», осуществлённой Орсоном Уэллсом и вызвавшей массовую истерию в США. Собственно, Миллерс-Гроув, где происходит действие эпизода — это переиначенное «Гроверс-Милл» — место действия радиопостановки 1938 года, которое, по сравнению с оригиналом, было перенесено из английского городка в североамериканский. Изначально по сценарию задумывалась сцена, в которой шериф рассуждает об известном случае массовой истерии в 1930-х годах, но её пришлось удалить из соображений хронометража. Однако Морган в традиционной для себя манере вставил множество юмористических сцен, включая инсайдерскую шутку, когда Скалли читает «Завтрак у Тиффани». На вопрос, связанный с этим произведением, Дэвид Духовны дал неверный ответ в финале телепрограммы «Jeopardy!» в 1995 году, скатившись с лидирующей позиции на последнее место. Также «Война копрофагов» является редким для «Секретных материалов» эпизодом, в котором ломается «четвёртая стена»: хотя ни один из героев не обращается к аудитории, быстрый бег таракана прямиком на зрителя создаёт эффект ползущего по экрану телевизора насекомого.
Специалист сериала по работе с животными, Дебби Коув, использовала для съёмок порядка трёхсот тараканов. Из этого количества на съёмках умер лишь один, и тот – от старости. Режиссёр Ким Мэннерс остался очень доволен «актёрской игрой» тараканов, так как они ему позволяли осуществлять съёмку под любым задуманным углом. Забавно это выглядело и со стороны. «Когда я увидел Кима Мэннерса, разговаривающим с ведром тараканов, это был выдающийся момент», — вспоминал оператор сериала Джон Бартли. Также постановщики изготовили несколько исключительно натурально выглядевших тараканов, тогда как кучи навоза были сплошь ненастоящими.
Эпизод подвергся жесткой критике цензоров канала Fox, за многочисленное использование слова «crap» (рус. «дерьмо») в контексте обозначения экскрементов, используемых тараканами в пищу. Морган впоследствии спародировал ситуацию в 21-м эпизоде второго сезона сериала «Тысячелетие». В эпизоде цензор телеканала, стремясь запретить использование слова «дерьмо», врывается на съёмочную площадку, где работают актёры, похожие на Малдера и Скалли, а фоном играет титульная мелодия из «Секретных материалов».

## Эфир и отзывы
Премьера эпизода состоялась на канале Fox 5 января 1996 года. Рейтинг Нильсена составил 10,1 балла с долей в 16,0, означающий, что примерно 10,1 процента из всех оборудованных телевизором домозяйств в США  и 16 процентов от всех домохозяйств, смотревших телевизор в тот вечер, были настроены на премьеру эпизода. Количество зрителей, смотревших премьеру, оценивается в 16,32 миллиона человек.
От критиков эпизод получил положительные отзывы. «Entertainment Weekly» присвоил «Войне копрофагов» оценку «A-» (3,75 балла из 4-х), охарактеризовав серию как «полную приколов и жутких насекомых», которая, при этом, «вышвыривает правдоподобность из окна». Обозреватель «The A.V. Club» Зак Хэндлен остался в восторге от эпизода, поставив ему высший балл («А»). Сравнивая «Войну копрофагов» с предыдущим эпизодом от Моргана «Последний отдых Клайда Брукмана», Хэндлен написал, что «если „Брукман“ показывал несчастную жизнь от знания всех ответов, „Копрофаги“ смотрят на то, как легко убедить себя в том, что происходит, даже если ты, на самом деле, не имеешь об этом никакого понятия. Легче поверить в кучу жуков, прилетевших из космоса, чем принять более вероятную правду, что жуки любят есть дерьмо, а здесь этого добра – всегда в достатке». Джон Киган («Critical Myth») поставил эпизоду 8 баллов из 10-и возможных, похвалив редкую для сериала самоиронию, отлично прописанную Морганом. Писатель Фил Фарранд в книге «Путеводитель зануды по Секретным материалам» назвал «Войну копрофагов» своим вторым любимым эпизодом из первых четырёх сезонов.
Бо́льшая часть членов съёмочной группы также осталась довольна эпизодом. Сопродюсер Пол Рабвин сказал, что в серии были одни из наиболее смешных, равно как и наиболее ужасающих моментов сериала. Джиллиан Андерсон назвала эпизод одним из своих любимых в третьем сезоне. А вот Дэрин Морган остался недоволен финальным продуктом, сказав, что «у этого эпизода, по моему мнению, было много хороших идей, но они так и не заработали на полную. Я был очень разочарован этим эпизодом, но многим он нравится».
Сюжет «Войны копрофагов» был адаптирован для новеллы в 1997 году писателем Нилом Шустерманом под названием «Умри, жук, умри!».